# الف لام خمینی
الف لام خمینی، کتابی نوشته هدایت الله بهبودی دربارهٔ زندگینامه روح‌الله خمینی رهبر پیشین انقلاب اسلامی است؛ این کتاب در سال ۱۳۹۷ از انتشارات مؤسسه مطالعات و پژوهش‌های سیاسی به چاپ رسیده‌است.

## محتوای کتاب
کتاب «الف لام خمینی» کتابی جامع دربارهٔ زندگی روح‌الله خمینی است. این کتاب با معرفی خانواده خمینی آغاز می‌شود. سیر زندگی روح‌الله خمینی را از تولد، رشد و نمو، تحصیل در زادگاه، ادامه درس آموزی در اراک و مهاجرت به حوزه علمیه قم پی می‌گیرد.
بنابر گفته این کتاب، وی در کودکی پرجنب‌وجوش و پر جست‌وخیز است . او نسبت به دو برادر بزرگ‌ترش، درشت استخوان و قدبلندتر می‌نمود. پرش را، به‌عنوان ورزش، یا بازی‌های محلی، یا علاقه ذاتی، دوست داشت. در پرش طول و ارتفاع تمرین می‌کرد. در نبود اسباب و ابزار اولیه این ورزش، دو دست و یک پایش شکست؛ و نیز بیش از ده جای سر و چند نقطه از پیشانی‌اش. سیداحمد خمینی، پسرش، سال‌ها بعد، در پاسخ به این پرسش که پدرش کدام ورزش را بیشتر دوست دارد، چنین گفت: «بپربپر بیشتر از سایر ورزش‌ها جلب نظر ایشان را می‌نمود.»

این کتاب شامل ۱۱۵۷ صفحه در یک جلد، شامل ۱۸ فصل می‌باشد، و آن را می‌توان به دو بخش تقسیم کرد:
نخست زندگی مذهبی روح‌الله خمینی در قم، که بیش از چهل سال از عمر او را دربرگرفت.

دوم زندگی سیاسی او است که از اواسط سال ۱۳۴۱ آغاز می‌شود. 
.

## جوایز
- برگزیده یازدهمین دوره جایزه ادبی جلال آل احمد در بخش مستندنگاری.[۴][۵]
- برگزیده سی‌وششمین دوره جایزه کتاب سال جمهوری اسلامی ایران.[۶]

## واکنش‌ها پیرامون کتاب
- حمید روحانی رئیس بنیاد تاریخ پژوهی و دانشنامه انقلاب اسلامی و از اعضای دفتر خمینی در نجف دربارهٔ این کتاب می‌گوید:در این کتاب برای زیر سؤال بردن امام از اول تا پایان کتاب امام را مورد تمجید و تحسین قرار داد که حمل بر این نشود که نویسنده غرض دارد اما در جای حساس امام را زیر سؤال می‌برد.[۷]
- ابراهیم اکبری دیزگاه رمان‌نویس و پژوهشگر دربارهٔ این کتاب می‌گوید:وقتی این کتاب را گرفتم و صد صفحه آن را کامل و با دقت خواندم، احساس کردم که یک اتفاقی رخ داده‌است و تاریخ به سمتِ ادبیات می‌رود و ادبیات به سمتِ تاریخ می‌آید و در یک نقطه‌ای به‌هم می‌رسند… این تلاش واقعاً قابل ستایش است.[۸]
- علی اکبر ناطق نوری دربارهٔ این کتاب می‌گوید:متن تاریخ در این کتاب به صورت مستند و با ذکر منابع ارائه شده و به ابعاد و جنبه‌های مختلف زندگی امام نیز اشاره شده‌است. همچنین ابعاد وجودی، فقهی، فلسفی، عرفانی و اخلاقی امام خمینی نیز به خوبی و با جذابیت بیشتر تبیین شده‌است.[۹]
- دبیرکل جامعه روحانیت مبارز دربارهٔ این کتاب می‌گوید: هدایت الله بهبودی با قلم روان گام برداشتند و شخصیت نظری و عملی امام (ره) را با اسناد حقیقی و بیانی جذاب و روان برای نسل امروز توصیف کرده.[۱۰]
- سیف‌الله نجاریان دربارهٔ این کتاب می‌گوید: در این اثر خواننده شاهد تاریخ نیست، بلکه نویسنده کوشش داشته در کنار حرکت در زمان که از نوع زمان گذشته‌است، خواننده را با فراز و فرودهایی که در زندگی «آقا روح‌الله» وجود دارد از کسالت مطالعه تاریخ رها کند که می‌توان ادعا کرد موفق بوده‌است.[۱۱]